# Hans Falck
Hans Falck (Neurenberg, 1578 – 1653) was een bronsgieter  en geschuts- en klokkengieter.
Hans Falck was afkomstig uit Neurenberg en was vanaf ongeveer 1600 werkzaam in het zuiden van Nederland. In 1616 vestigde hij zich in de provincie Friesland in de stad Leeuwarden. De gieterij werd in 1619 ondergebracht in de Sint-Mariakerk van Nijehove. In 1635 vertrok Hans Falck naar Rusland en werd de gieterij overgenomen door zijn leerling Jacob Noteman.

## Klokken (selectie)

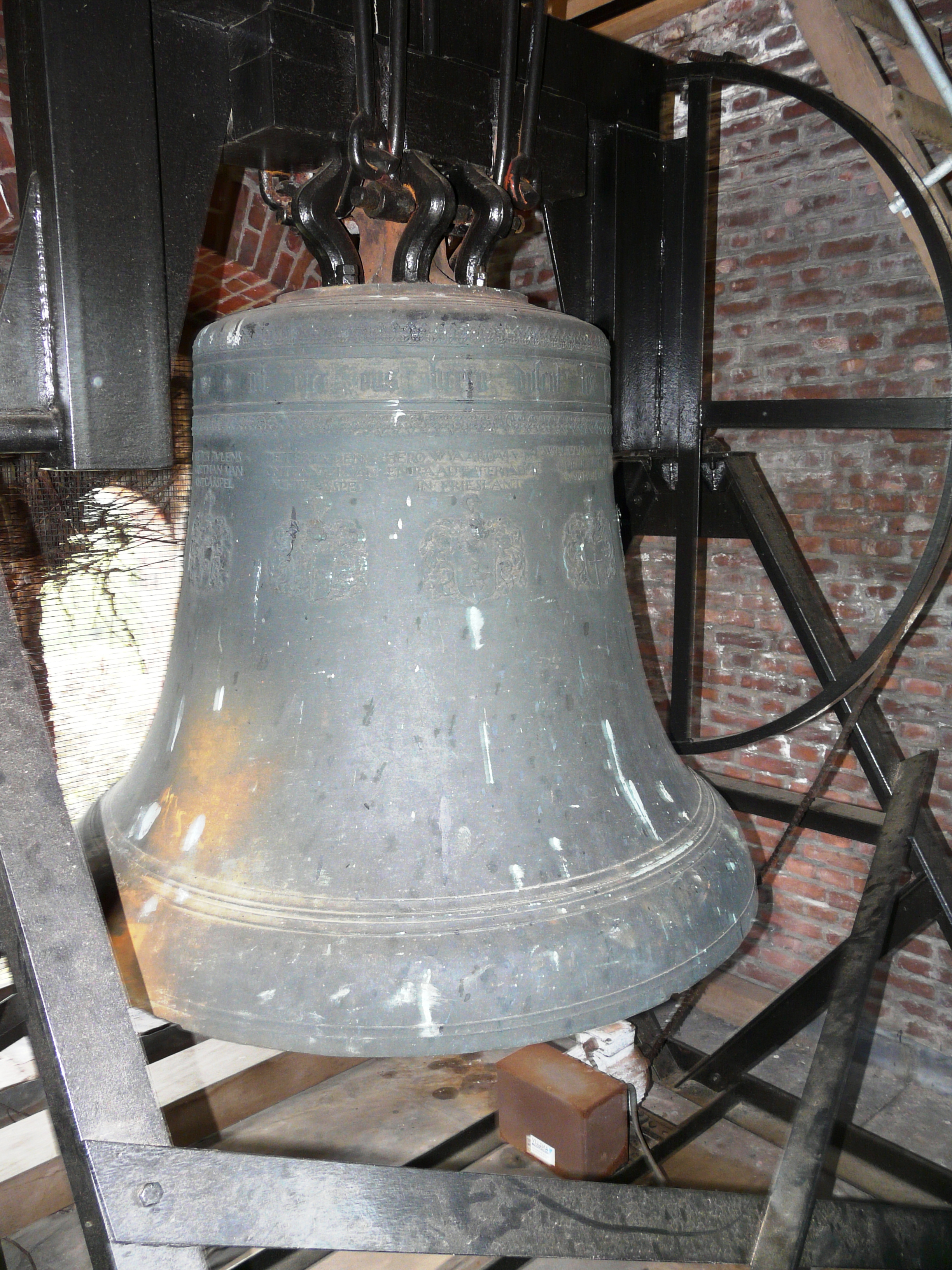
Klok van Hans Falck in de kerk van Surhuizum

| Jaar | Plaats        | Bouwwerk                      | Beschrijving |
| ---- | ------------- | ----------------------------- | --- |
| 1603 | Meteren       |                               | Diameter 88,2 cm |
| 1608 | Susteren      | Sint-Amelbergabasiliek        | Diameter 80 cm |
| 1609 | Opheusden     |                               | |
| 1611 | Gellicum      |                               | |
| 1613 | Bennekom      | De Oude of Sint-Alexanderkerk | Op 30 november 1942 heeft de Duitse bezetter de 2 klokken uit de toren geroofd. De grote klok is nooit terug gevonden, de kleine klok is teruggevonden en hangt weer op zijn oorspronkelijke plaats.                                               |
| 1614 | Boxtel        |                               | |
| 1615 | Breede        | Kerk van Breede               | Wapen van de familie Sickinghe |
| 1617 | Augustinusga  | Augustinitsjerke              | Diameter 107 cm, veel wapens |
| 1617 | Driesum       | Hervormde kerk                | Diameter 109 cm |
| 1617 | Hichtum       | Kerk van Hichtum              | Diameter 106 cm |
| 1617 | Suawoude      | Sint-Georgiuskerk             | Diameter 89 cm |
| 1617 | Hornhuizen    |                               | Diameter 87 cm. Tot 1828 hing de klok in de kerk van Ranum |
| 1618 | Anjum         | Michaëlkerk                   | |
| 1618 | Hijlaard      | Johannes de Doperkerk         | Diameter 99 cm |
| 1618 | Kollum        | Maartenskerk                  | Diameter 131 cm |
| 1618 | Gersloot      | Klokkenstoel                  | |
| 1618 | Marssum       | Sint-Pontianuskerk            | |
| 1619 | Bolsward      | Stadhuis van Bolsward         | |
| 1619 | Huins         | Kerk van Huins                | Diameter 78,5 cm |
| 1619 | Menaldum      | Kerk van Menaldum             | Diameter 112,7 cm |
| 1620 | Oosterlittens | Margarethakerk                | |
| 1620 | Raard         | Johannes de Doperkerk         | Diameter 68 cm |
| 1620 | Rinsumageest  | Alexanderkerk                 | Diameter 98,3 cm |
| 1620 | Spannum       | Kerk van Spannum              | Diameter 115 cm |
| 1621 | Achlum        | Gertrudiskerk                 | Diameter 122 cm |
| 1626 | Weidum        | Johanneskerk                  | Diameter 86 cm |
| 1629 | Stavoren      | Nicolaaskerk                  | |
| 1630 | Surhuizum     | Antoniuskerk                  | Diameter 123 cm |
| 1630 | Visvliet      | Kerk van Visvliet             | |
| 1631 | Achlum        | Gertrudiskerk                 | Diameter 110 cm |
| 1632 | Leeuwarden    | Stadhuis                      | |
| 1633 | Leeuwarden    | Oldehove                      | Opschrift (Latijn): Publico denatos ad templum convoco vivos tristis ovans laetis letha trophaea cano. Vertaling: Ik maak de doden bekend, droef roep ik de levenden naar de kerk, juichend bezing ik voor de blijden de overwinningen op de dood. |
| 1634 | Ried          | Walburgakerk                  | |